# Weatherbies Spit
Weatherbies Spit (do 24 marca 1976 Weatherbie Spit) – kosa (spit) w kanadyjskiej prowincji Nowa Szkocja, w hrabstwie Colchester, wysunięta w zatokę Brule Harbour, na jej północno-wschodnim brzegu; nazwa Weatherbie Spit urzędowo zatwierdzona 6 maja 1947.